# Nycteola pallescens
Nycteola pallescens är en fjärilsart som beskrevs av George Francis Hampson 1893. Nycteola pallescens ingår i släktet Nycteola och familjen trågspinnare. Inga underarter finns listade i Catalogue of Life.